# Liste des maires de Nîmes
Ce tableau reprend l'ensemble des maires de Nîmes, chef-lieu du Gard (France), ou des personnes qui ont exercé à titre provisoire la fonction de maire, depuis février 1790.

## Liste des maires
| Période           | Période                                     | Identité                                                                                            | Étiquette                        | Qualité                                                                                       |
| ----------------- | ------------------------------------------- | --------------------------------------------------------------------------------------------------- | -------------------------------- | --------------------------------------------------------------------------------------------- |
| 2001              | réélu en 2008, réélu en 2014, réélu en 2020 | Jean-Paul Fournier                                                                                  | UMP puis LR                      | Sénateur depuis 2008, Conseiller général (1988-2008)                                          |
| 1995              | 2001                                        | Alain Clary                                                                                         | PCF                              | Député (1997-2002), Conseiller général (2004-2011)                                            |
| 1983              | 1995, réélu en 1989                         | Jean Bousquet                                                                                       | UDF                              | Député                                                                                        |
| 1965              | 1983, réélu en 1971, réélu en 1977          | Émile Jourdan                                                                                       | PCF                              | Député (1973-1986), Conseiller général (1967-1999)                                            |
| 1947              | 1965, réélu en 1953, réélu en 1959          | Edgar Tailhades                                                                                     | SFIO                             | Sénateur                                                                                      |
| 1945              | 1947                                        | Léon Vergnole                                                                                       | PCF                              | Sénateur, Conseiller général                                                                  |
| 5 janvier 1945    | 1947                                        | Georges Bruguier                                                                                    | SFIO                             | Président de la délégation spéciale                                                           |
| 24 août 1944      | 1945                                        | Paul Cabouat                                                                                        |                                  | Président du comité local de Libération                                                       |
| novembre 1940     | 1944                                        | Étienne Velay                                                                                       | Collaborationniste               | Président de la délégation spéciale, puis maire en titre en 1941                              |
| mai 1935          | 1940                                        | Hubert Rouger                                                                                       | SFIO                             | suspendu par décret du 14 novembre                                                            |
|                   |                                             | |                                  |                                                                                               |
| mai 1925          | 1929                                        | Hubert Rouger                                                                                       | SFIO                             |                                                                                               |
| 10 décembre 1919  | 1925                                        | Josias Paut                                                                                         |                                  |                                                                                               |
| 20 septembre 1919 | 1919                                        | Gustave Domjean                                                                                     | SFIO                             | Adjoint faisant fonction de maire                                                             |
| 27 mai 1914       | 1919                                        | Élie Castan                                                                                         | SFIO                             |                                                                                               |
| 30 octobre 1910   | 1914                                        | Marius Valette                                                                                      | SFIO                             |                                                                                               |
| août 1910         | 1910                                        | Charles Vauriot                                                                                     |                                  | Adjoint fonction de maire                                                                     |
| juillet 1909      | 1910                                        | Hubert Rouger                                                                                       | SFIO                             | Adjoint faisant fonction de maire jusqu'au 9 août 1909                                        |
| 6 juin 1909       | 1909                                        | Marius Valette                                                                                      | SFIO                             |                                                                                               |
| 17 mai 1908       | 1909 (invalidé)                             | Jules Pieyre                                                                                        | SFIO                             | Professeur de musique                                                                         |
| 20 mai 1900       | 1908                                        | Gaston Crouzet                                                                                      |                                  |                                                                                               |
| 15 mai 1892       | 20 mai 1900                                 | Émile Reinaud                                                                                       |                                  | Avocat et écrivain, président de l'Académie de Nîmes                                          |
| 22 mars 1891      | 1892                                        | Alexandre Bouchet                                                                                   |                                  |                                                                                               |
| 26 février 1891   | 1891                                        | Jules Delon-Soubeiran                                                                               | Radical-socialiste               | Président de la délégation municipale                                                         |
| 21 décembre 1890  | 1891                                        | Antoine Allemand                                                                                    |                                  | Adjoint faisant fonction de maire                                                             |
| 24 octobre 1890   | 1890                                        | Numa Gilly                                                                                          | Socialiste                       |                                                                                               |
| 6 septembre 1890  | 1890                                        | Jules Delon-Soubeiran                                                                               | Radical-socialiste               | Président de la délégation municipale                                                         |
| février 1889      | 1890                                        | Lucien Pascal                                                                                       |                                  | Adjoint faisant fonction de maire, puis maire                                                 |
| 24 janvier 1889   | 1889                                        | Numa Gilly                                                                                          | Socialiste                       |                                                                                               |
| 15 décembre 1888  | 1889                                        | Alexandre Bouchet                                                                                   |                                  | Président de la délégation municipale                                                         |
| 20 mai 1888       | 1888                                        | Numa Gilly                                                                                          | Socialiste                       |                                                                                               |
| 5 juin 1885       | 1888                                        | Gaston Maruéjol                                                                                     |                                  |                                                                                               |
| avril 1885        | 1885                                        | Henri Bertrand                                                                                      |                                  | Adjoint faisant fonction de maire                                                             |
| 5 novembre 1880   | 1885                                        | Ali Margarot                                                                                        | Républicain radical              | Président de la délégation municipale, puis premier maire élu par le conseil municipal (1882) |
| 10 juillet 1880   | 1880                                        | Louis Monteils-Nougarède                                                                            |                                  | Premier conseiller municipal, faisant fonction de maire                                       |
| 28 mai 1871       | 1880                                        | Adolphe Blanchard                                                                                   | Royaliste                        |                                                                                               |
| avril 1871        | 1871                                        | Hyacinthe Lamarque                                                                                  |                                  | Conseiller municipal faisant fonction de maire                                                |
| mars 1871         | 1871                                        | Irénée Ginoux                                                                                       |                                  | Adjoint faisant fonction de maire                                                             |
| 24 janvier 1871   | 1871                                        | Louis Perrier                                                                                       |                                  | Faisant fonction de maire                                                                     |
| 6 septembre 1870  | 1871                                        | Augustin Demians                                                                                    | Républicain modéré               |                                                                                               |
| décembre 1867     | 1870                                        | Gaston Balmelle                                                                                     |                                  | Adjoint faisant fonction de maire jusqu'au 20 février 1869                                    |
| 26 août 1865      | 1867                                        | Auguste Fabre                                                                                       | Bonapartiste                     |                                                                                               |
| janvier 1861      | 1865                                        | Fortuné Paradan                                                                                     |                                  | Adjoint faisant fonction de maire jusqu'au 28 décembre 1861                                   |
| 21 août 1856      | 1861                                        | Jean Duplan                                                                                         |                                  | Adjoint faisant fonction de maire jusqu'au 12 août 1857                                       |
| 29 décembre 1854  | 1856                                        | Philippe Pérouse                                                                                    | Bonapartiste                     |                                                                                               |
| février 1851      | 1854                                        | Frédéric Vidal                                                                                      |                                  | Adjoint faisant fonction de maire jusqu'au 24 juillet 1852                                    |
| 23 août 1848      | 1851                                        | Philippe Eyssette                                                                                   |                                  |                                                                                               |
| juin 1848         | 1848                                        | Frédéric Fargeon                                                                                    |                                  | Adjoint faisant fonction de maire                                                             |
| 8 avril 1848      | 1848                                        | Octavien Troupel                                                                                    |                                  | Président de la commission municipale                                                         |
| 26 février 1848   | 1848                                        | Émile Causse                                                                                        |                                  | Président de la commission municipale                                                         |
| 19 janvier 1832   | 1848                                        | Ferdinand Girard                                                                                    |                                  |                                                                                               |
| 19 mai 1825       | 1832                                        | Isidore de Chastellier                                                                              | Royaliste modéré puis Orléaniste |                                                                                               |
| avril 1825        | 1825                                        | Eugène de Cabrières                                                                                 |                                  | Adjoint faisant fonction de maire                                                             |
| 21 août 1824      | 1825                                        | Casimir de Vallongue                                                                                |                                  |                                                                                               |
| 15 mars 1819      | 1824                                        | Augustin Cavalier                                                                                   | Libéral                          |                                                                                               |
| décembre 1817     | 1819                                        | Charles de La Boissière                                                                             |                                  |                                                                                               |
| juillet 1815      | 1817                                        | Casimir de Vallongue                                                                                |                                  |                                                                                               |
| 19 juillet 1814   | 1815                                        | Paul de Daunant                                                                                     |                                  |                                                                                               |
| mai 1812          | 1814                                        | Simon Boileau de Castelnau                                                                          |                                  |                                                                                               |
| septembre 1811    | 1812                                        | Perrin de Vertz                                                                                     |                                  | Adjoint faisant fonction de maire                                                             |
| 8 mars 1800       | 1811                                        | Dominique Fornier de Valaurie                                                                       |                                  |                                                                                               |
| 9 janvier 1800    | 1800                                        | Pierre Blachier                                                                                     |                                  | Président de l'administration municipale                                                      |
| 1799              | 1800                                        | Aurivel                                                                                             |                                  | Président de l'administration municipale                                                      |
| 2 mars 1798       | 1799                                        | Paris                                                                                               |                                  | Président de l'administration municipale                                                      |
| 3 mai 1796        | 1798                                        | Antoine Allut                                                                                       |                                  | Président de l'administration municipale                                                      |
| 14 mai 1795       | 1796                                        | Vincent Valz                                                                                        |                                  | Premier officier municipal                                                                    |
| 23 mars 1795      | 1795                                        | Jean-Marie Alison                                                                                   |                                  | Faisant fonction de maire, président du district de Nîmes                                     |
| 19 février 1795   | 1795                                        | Archinard                                                                                           |                                  | Faisant fonction de maire                                                                     |
| 21 novembre 1794  | 1795                                        | Pépin                                                                                               |                                  | Faisant fonction de maire                                                                     |
| 24 octobre 1794   | 1794                                        | Montaud                                                                                             |                                  | Faisant fonction de maire                                                                     |
| 15 septembre 1794 | 1794                                        | Léon Teissier                                                                                       |                                  | Faisant fonction de maire                                                                     |
| 7 septembre 1793  | 1794                                        | Jean-Antoine Courbis                                                                                | Montagnard                       |                                                                                               |
| 6 janvier 1793    | 1793                                        | Étienne-David Meynier de Salinelles                                                                 | Fédéraliste                      |                                                                                               |
| 2 avril 1791      | 1793                                        | Jean-Scipion Lagarde                                                                                |                                  |                                                                                               |
| juillet 1790      | 1791                                        | Paul-Ange de La Baulme, Jean-Gaston Murjas, Jacques Duroure, Amédée Ferrand de Missols, Jean Razoux |                                  | Présidents de l'administration municipale                                                     |
| 3 février 1790    | 1790                                        | Jean-Antoine Teissier de Marguerittes                                                               | Royaliste                        |                                                                                               |